# Od wschodu do zachodu
Od wschodu do zachodu – piąta studyjna płyta polskiego zespołu Goya. Swoją premierę miała 15 maja 2009 roku, a promował ją singel Jutro obudź mnie, do którego powstał 15 kwietnia teledysk. Reżyserem klipu był Jacek Kościuszko a operatorem Michał Jaskulski. Zdjęcia powstały w pubie "Sensnonsensu" na warszawskiej Pradze. Premiera teledysku odbyła się na koniec kwietnia.
Drugi singel zatytułowany "Codzienność" został wydany 18 sierpnia 2009 roku. Do utworu powstał bardzo nietypowy klip, gdyż zespół postanowił pokazać ich "codzienność muzyczną". Teledysk powstał z ich prywatnych materiałów, nagranych w ciągu ostatnich 3 lat. Można na nim zobaczyć jak wygląda życie w trasie koncertowej, za sceną, na próbach oraz na samych koncertach zespołu.

## Lista utworów
CD 1
1. "Jutro obudź mnie"
2. "Dwa światy"
3. "W moich rękach"
4. "Mosfilm (Od wschodu do zachodu)"
5. "Każdy kolejny świt"
6. "Roz... walczyk"
7. "Milion odcieni"
8. "Nie gniewaj się"
9. "Kwiaty na doliny dnie"
10. "Ocean"

CD 2
1. "Milczę"
2. "Jesteś częścią mnie"
3. "Wszystko dla niej"
4. "Codzienność"
5. "Tajemnica"
6. "Dbasz o mnie"
7. "Spider-Woman"